# Epirhyssa zurquiae
Epirhyssa zurquiae là một loài tò vò trong họ Ichneumonidae.